# Peter Sylvester
Peter Sylvester (* 5. März 1937 in Saalfeld; † 4. April 2007 in Leipzig) war ein deutscher Maler und Grafiker.

## Leben
Nach seinem Grundschulabschluss absolvierte Peter Sylvester von 1951 bis 1954 eine Facharbeiterausbildung zum Chemigrafen. Von 1954 bis 1957 war er in Erfurt und Jena in seinem Beruf tätig und bis 1964 auch in Leipzig, wohin er 1958 übersiedelte.
In die Jahre 1955/56 fallen erste Versuche der Malerei, nicht zuletzt auch intensiviert durch einen Besuch im Atelier des Malers Max Ackermann in Stuttgart. In Jena begann Sylvester mit autodidaktischen Studien im Archäologischen Institut der Universität und besuchte als Gasthörer das Kunsthistorische Institut Jena. Seine Malausbildung blieb autodidaktisch. In Leipzig belegte er die Abendakademie der Hochschule für Grafik und Buchkunst und begann seine grafische Arbeit in ihren Werkstätten für Lithografie und Radierung.
Seit 1964 war Peter Sylvester in Leipzig freischaffend tätig. 1967 wurde er Mitglied des Verbandes Bildender Künstler Deutschlands (ab 1970 Verband Bildender Künstler der DDR). 1972 gründete er mit weiteren Leipziger Künstlern die Leipziger Grafikbörse als erste jury- und damit zensurfreie Künstlervereinigung der ehemaligen DDR, die jährliche Grafikausstellungen durchführte und heute noch aktiv ist. Anlässlich der 15. Ausstellung wurde Peter Sylvester ihr Leiter und war nach der Umwandlung in einen eingetragenen Verein von 1991 bis zu seinem Tod dessen Vorsitzender.
Studienreisen führten ihn unter anderem nach Dalmatien, Mittelasien, Italien und Frankreich. Auf einer Frankreichreise 1981 begegnete er Victor Vasarely in dessen Landhaus in Gordes. Es folgten 1983, 1984 und 1985 Arbeitsaufenthalte als Gast in der Cité Internationale des Arts Paris und in Aix-en-Provence bzw. Morlans/Mont Ventoux (Provence).
1993 wurde er Mitglied der Association du Chemin Vert-Atelier Gravure, Paris. 1994 nahm er am Symposium „Naturwissenschaft und Kunst“ der Universität Leipzig teil. Er beteiligte sich auch mehrfach an den Gaterslebener Begegnungen, wo Naturwissenschaftler, Schriftsteller, Künstler, Publizisten und Politiker zu philosophischen Fragen aus Natur und Gesellschaft Stellung nehmen.
Peter Sylvester wurde 1974 mit der Medaille der V. Internationalen Grafikbiennale Krakau ausgezeichnet. 1987 erhielt er den Kunstpreis der Stadt Leipzig.

## Stil und Thematik

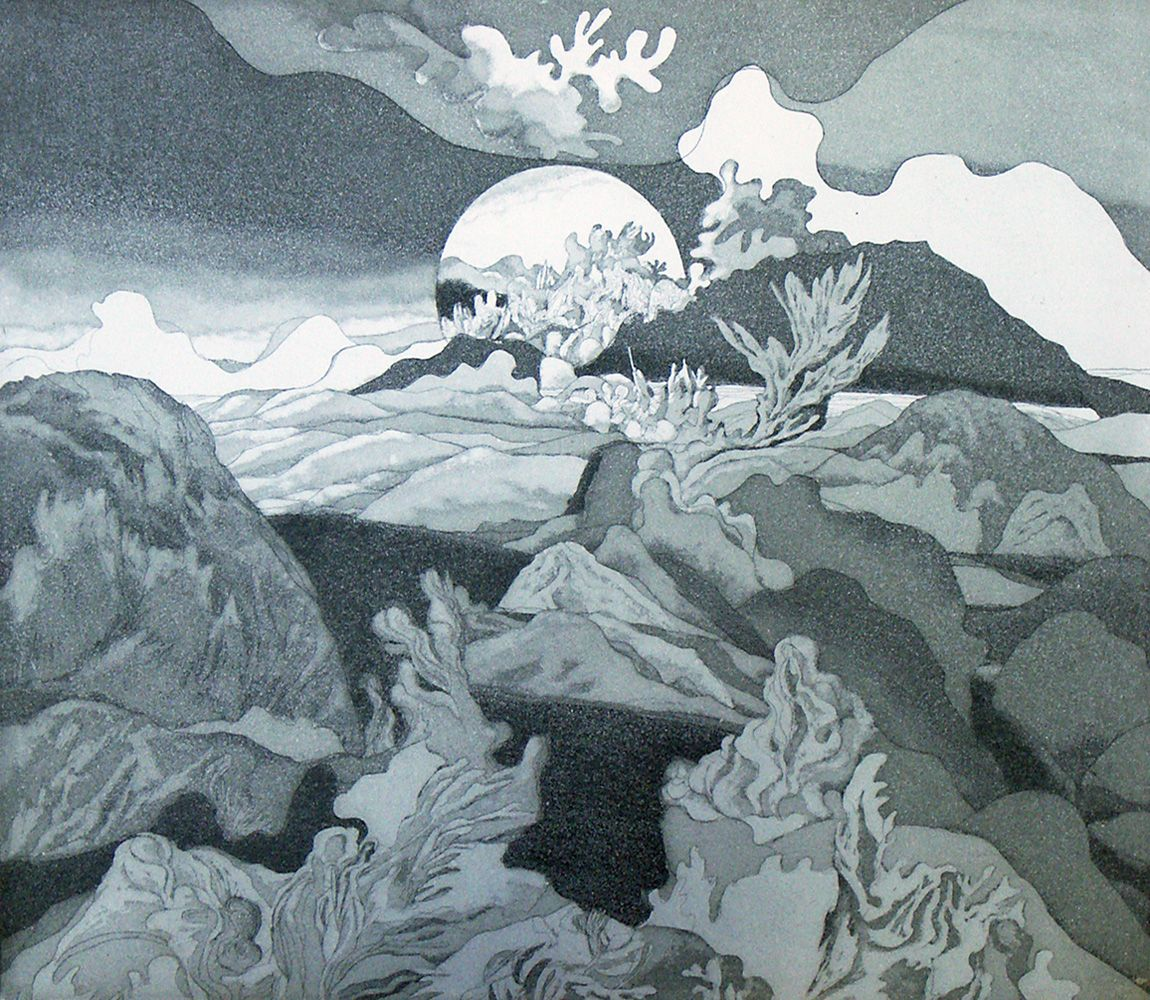
Grafik von Peter Sylvester auf einer Steinplatte auf seinem Grab

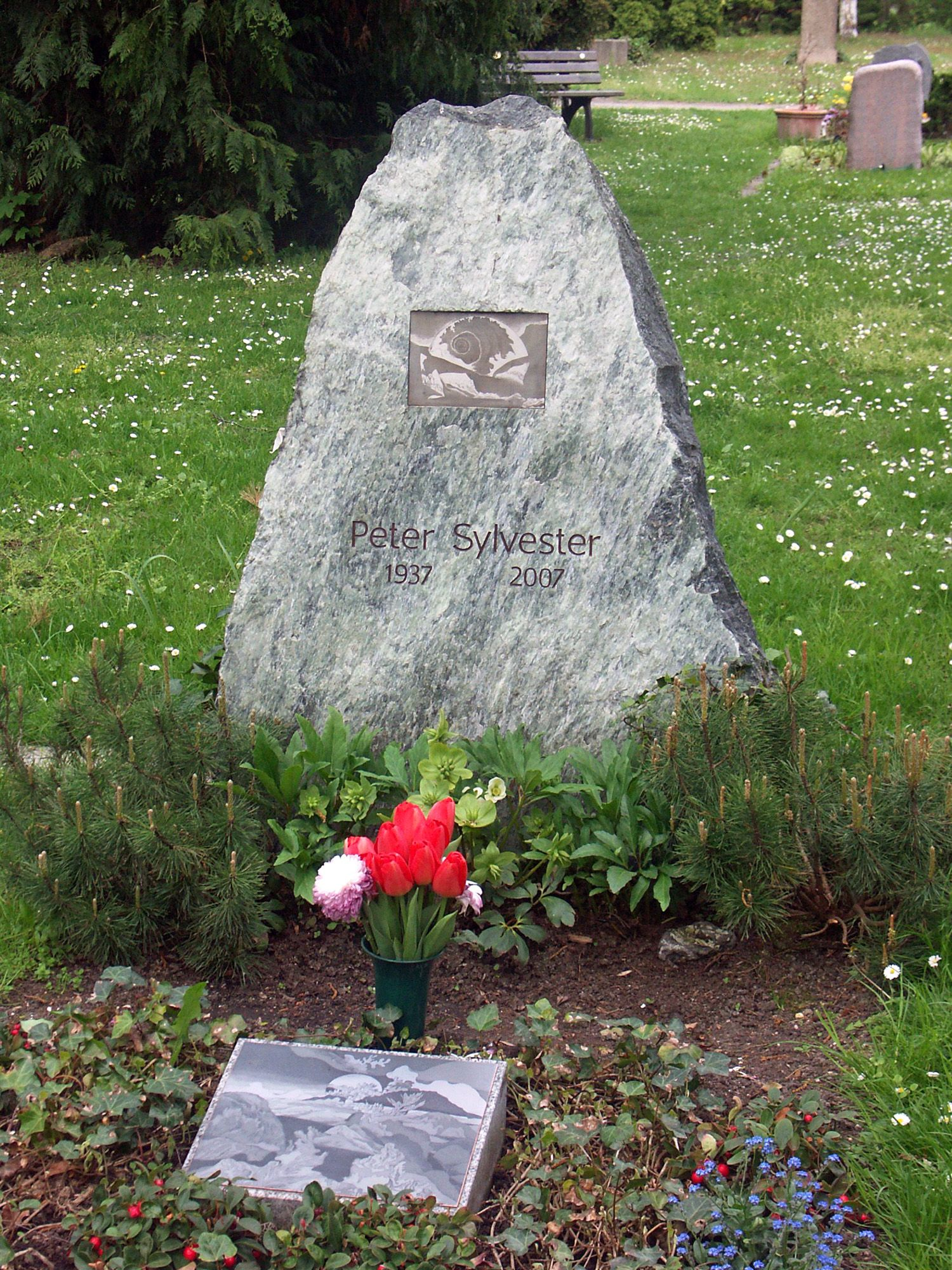
Sein Grab auf dem Leipziger Südfriedhof

Der Grafiker Peter Sylvester begann zunächst mit der klassischen Radierung, wobei er schließlich die Flächen in Facetten zerlegte. Dann wandte er sich der Serigraphie zu und entwickelte sie zur fotomechanischen Drucktechnik in Perfektion. Er war bald der Serigraphiker in der DDR.
Schließlich bezog er auch zunächst kunstferne Techniken in sein Instrumentarium ein. Ab 1976 benutzte er ein auf Videotechnik basierendes und im Zentralinstitut für Isotopen- und Strahlenforschung der Akademie der Wissenschaften der DDR zur Auswertung wissenschaftlicher Bildvorlagen entwickeltes Gerät, das Densitron, um damit zum Beispiel flächige Grafiken wie Aquatinta zu bearbeiten. Bei flächigen Vorlagen ermöglichte das Densitron die Einführung von Farben und ein experimentelles „Spielen“ mit ihnen. Das war lange Zeit vor der Bildbearbeitung durch den Personal Computer. Schließlich kombinierte er verschiedene dieser Techniken und kam so zu seiner speziellen künstlerischen Ausdrucksweise.
Im Mittelpunkt seines Schaffens stand die Natur. Aber bereits 1965 entwarf er erste abstrahierte Landschaften aus Architektur- und Landschaftsmotiven. Es fanden sich auch Ähnlichkeiten mit den surrealen Landschaftsformen der geschundenen Natur der Abraumfelder in den Braunkohletagebauen des Leipziger Südraums. Aber die Abstraktion ging über das Irdische hinaus. 1968 entstanden erste kosmische Landschaften. Es wurden immer mehr Prozesse des Entstehens und Vergehens phantastischer Landschaften einbezogen. Er selbst sagte dazu:

„Hier verband sich meine Ursehnsucht, von bekannten Landschaftsräumen weg zu sehr befremdend wirkenden Welten zu kommen – zu Chaoslandschaften, wo alles in einem ungeheuren Fluß ist, wo Bedrohliches darüber steht, wo man die Natur noch in einem kleinen Winkel ahnt […] – ist das noch Naturwelt oder kommende oder vergangene Welt …?“

## Einzelausstellungen (Auswahl)
- Leipzig 1962 – Galerie Engewald,
- Stuttgart 1970 – Kunstkreis Leinfelden
- Altenburg 1980 – Lindenau-Museum
- Jena 1981 – Carl-Zeiss-Stiftung
- Leipzig 1983 – Kulturbundgalerie Technische Hochschule
- Berlin 1984 – Galerie Unter den Linden
- Ratzeburg 1989 – A. Paul Weber Museum
- Berlin 1991 – Blue Point Gallery
- Aalborg/Dänemark 1993 – Kunsthalle
- Leipzig 1994 – Kustodie der Universität
- Leipzig 1995 – Antikenmuseum der Universität
- Chemnitz 1998 – Neue Sächsische Galerie
- Leipzig 2007 – Hochschule für Telekommunikation
- Bad Steben 2008 – Grafik-Museum Stiftung Schreiner
- Dessau 2008 – Orangerie des Schlosses Georgium
- Leipzig 2011 – Hotel Mercure

## Werkstandorte
Der Bundesverband Bildender Künstlerinnen und Künstler (BBK) verzeichnet folgende Einrichtungen, in denen sich Arbeiten von Peter Sylvester in öffentlichem Besitz befinden:
Aalborg, KUNSTEN – Museum of modern art | Altenburg, Lindenau-Museum | Berlin, Kupferstichkabinett | Dresden, Städtische Galerie Grafische Sammlung | Erfurt, Angermuseum | Leipzig, Museum der bildenden Künste | Halle (Saale), Kunstmuseum Moritzburg | Oberhausen, Ludwig Galerie Schloss Oberhausen | Paris, Nationalbibliothek | Prag, Nationalgalerie | Quedlinburg, Lyonel-Feininger-Galerie | Rostock, Kunsthalle | Schwerin, Staatliches Museum | Warschau, Nationalmuseum